# Sankt Savas kyrka, Tivat
Sankt Savas kyrka (serbisk kyrilliska: Црква Светог Саве; latinska: Crkva Svetog Save) är en serbisk-ortodox kyrkobyggnad belägen i den centrala delen av staden i Tivat, i kommunhuvudorten Tivat, i sydvästra Montenegro.
Kyrkan är helgad åt Sankt Sava, som grundade den Serbisk-ortodoxa kyrkan och var dess första ärkebiskop.

## Historik
Grunden till Sankt Savas kyrka i Tivat invigdes av Serbisk-ortodoxa kyrkans dåvarande patriark, Gavrilo Dožić i hösten 1940.
På grund av andra världskrigets utbrott i september året efter hann inte kyrkan bli färdig, vilket ledde till att den även revs. Efter kriget byggdes kyrkan upp igen och stod färdig i hösten 1967.